# Eric Groeleken
Eric Groeleken (* 3. März 1966 in Enschede) ist ein ehemaliger niederländischer Fußballspieler.

## Werdegang
Der Mittelstürmer Eric Groeleken begann beim Amateurverein SV Vosta in Enschede und wechselte später in die Jugendabteilung des FC Twente. Am 6. Oktober 1985 gab er sein Profidebüt beim Spiel gegen die Go Ahead Eagles Deventer. Während der Saison 1987/88 wurde Groelekan nach Deventer verliehen, bevor er im Sommer 1988 für eine Ablösesumme von 150.000 Gulden zum FC Groningen wechselte. Mit Groningen erreichte er 1989 das Finale des KNVB-Pokals, welches seine Mannschaft mit 1:4 gegen PSV Eindhoven verlor. Anfang der 1990er Jahre wurde Groeleken an die Vereine Maccabi Haifa und NEC Nijmegen verliehen.
Im Jahre 1991 wechselte Groeleken nach Deutschland und schloss sich Preußen Münster an. Die Münsteraner waren gerade aus der 2. Bundesliga in die Oberliga Westfalen abgestiegen. Mit den Preußen wurde er sowohl 1992 als auch 1993 Meister, scheiterte aber in der Aufstiegsrunde zur 2. Bundesliga zunächst am Wuppertaler SV und dann Rot-Weiss Essen. Daraufhin wechselte Groeleken 1993 zum Ligarivalen TuS Paderborn-Neuhaus und feierte seine dritte Meisterschaft in Folge. In der Aufstiegsrunde zur 2. Bundesliga scheiterten die Paderborner jedoch an Fortuna Düsseldorf, so dass Groelekens Mannschaft in der Regionalliga West/Südwest weiterspielte.
Zur Saison 1995/96 wechselte Groeleken zum Zweitligaaufsteiger Arminia Bielefeld. Da er bei der Arminia nur selten zu Einsätzen kam, wechselte Groeleken in der Winterpause zum Ligarivalen SG Wattenscheid 09, konnte aber den Abstieg seiner neuen Mannschaft nicht verhindern. In den folgenden Jahren wechselte Groeleken im Jahrestakt den Verein. Über den österreichischen Zweitligisten FC Linz ging er in die zweite Liga Frankreichs, wo er für den FC Gueugnon und AS Beauvais aktiv war. In der Saison 2000/01 spielte er in Venezuela für den FC Caracas, bevor er nach Deutschland zurückkehrte und seine Karriere bei den Amateurvereinen 1. FC Wernigerode und Hövelhofer SV ausklingen ließ.

## Erfolge
- Niederländischer Pokalfinalist 1990
- Meister der Oberliga Westfalen 1992, 1993, 1994